# Provincia del Golfo
Provincia del Golfo es una de las 19 provincias de Papúa Nueva Guinea, situada en la costa sur de Nueva Guinea. Su capital es Kerema. La provincia, con sólo 158.197 habitantes en el 2012, tiene la segunda población más baja del país.

## Geografía
La provincia cuenta con 34.500 kilómetros cuadrados en los que destacan las montañas. Casi la mitad de sus fronteras son costeras, y destacan en ellas los deltas de los ríos y las praderas y humedales. Prácticamente la otra mitad son montañas, creándose en la provincia dos ámbitos bien diferenciados.
Los ríos más importantes son los siguientes: río Kikori, río Turama, río Purari y río Vaiala.
- Datos: Q874980
- Multimedia: Gulf Province / Q874980